# Roland Fischer (Fotograf)

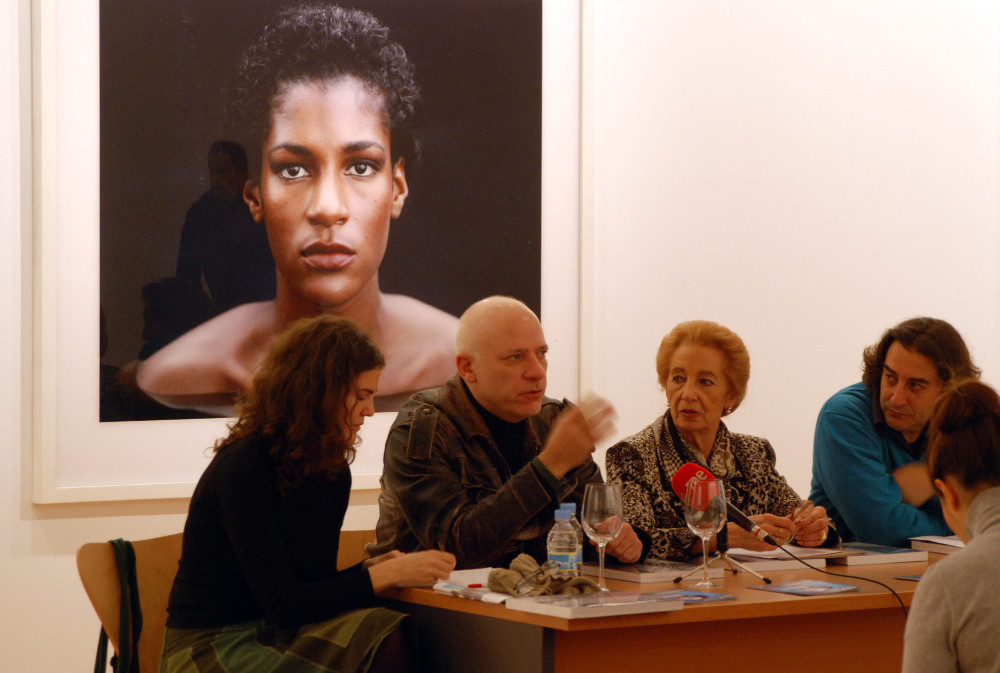
Roland Fischer (2. v.l.)

Roland Fischer (* 1958 in Saarbrücken) ist ein deutscher Fotograf. Er lebt und arbeitet in München und Peking.

## Werk
Roland Fischer experimentierte seit 1980 mit großformatigen Porträtaufnahmen und begann damit, eine neue Bildhaftigkeit in der Fotografie zu entwickeln. Diese veränderte Ästhetik der Fotografie etablierte sich allgemein im ausgehenden 20. Jahrhundert in der Gegenwartskunst als Fotokunst. Ab 1984 entstand die Serie „Nonnen und Mönche“. Sie widmete sich Menschen, die unter Aufgabe ihrer früheren Identität in entschiedener Zurückgezogenheit von aller Öffentlichkeit leben. In den 1990er-Jahren folgten die „Los Angeles Portraits“. Das Motiv waren Menschen verschiedenen Alters, die bis zu den Schultern in stillem Wasser stehen. Wegen der benötigten zahlreichen Außenpools, des blauen Himmels und des Lichts wurde diese Bildserie in Kalifornien verwirklicht, wo die Fotografien mit einer Großbildkamera aufgenommen wurden. Zur Lichtsteuerung wurden große Aufbauten errichtet, der Bildausschnitt und die Inszenierung des Motivs wurden präzise gesteuert. Eine weitere Werkgruppe „Kathedralen“ entstand ab Ende der 1990er Jahre. Fischer überblendete die frontalen Außenfassaden vor allem spanischer und französischer Kirchenbauten mit deren monumentalen Innenräumen.
Die seit 1998 fortlaufend aufgenommenen Fotografien der Serie „Fassaden“ zeigen repräsentative Architekturen internationaler Banken und Konzerne. Gleichzeitig entstanden 1998 in China die ersten beiden, aus 450 Einzelbildern zusammengesetzten Kollektivporträts „Students“ und „Workers“. Mit dem Werk „Farmers“ wurde die Reihe im Jahr 2000 und mit „Soldiers“ 2002 fortgesetzt. In diesen 172 cm mal 400 cm großen Tableaus werden alle dargestellten Personen namentlich unterhalb ihres Porträts genannt. Die einzelnen Personen wurden dabei immer frontal von vorne aufgenommen. 2003 entstand die 300 cm mal 2420 cm große Installation „Pilgrims“, die sich aus 1050 Aufnahmen von Pilgern in Santiago de Compostela zusammensetzt.
Zu Beginn des 21. Jahrhunderts nahm Fischer mit den „Chinese Pool Portraits“ das Konzept der „Los Angeles Portraits“ in China wieder auf. Wegen des Smogs und kaum vorhandener Außenpools verwirklichte er die Aufnahmen in großen Filmstudios in Shanghai und Peking.
In der Serie „new architectures“ widmete sich Fischer seit 2004 Archetypen der modernen und zeitgenössischen Architektur (z. B. Ludwig Mies van der Rohe, Le Corbusier, Lloyd Wright, Ieoh Ming Pei, Álvaro Siza Vieira, Luis Barragán Morfín, Frank Gehry).
Fischers Werke befinden sich im Besitz internationaler Museen und privater Sammlungen.

## Veröffentlichungen
- verschiedene Autoren, Fotos von Roland Fischer: Façades, de/en. Hirmer, München 2015, ISBN 978-3-7774-2314-2.

## Ausstellungen (Auswahl)
- 1981: Portraits, Goethe-Institut, New York
- 1989: Nonnen und Mönche, Musée d’Art Moderne de la Ville de Paris
- 1991: Werkschau, Oberösterreichische Landesmuseen, Landesgalerie Linz,
- 1992: Wekschau, Kunsthalle Bielefeld
- 1993: Los Angeles Portraits, The Photographers Gallery, London
- 1993: Roland Fischer: Le Printemps de la Photo, Musée Henri Martin, Cahors
- 1994: Roland Fischer, Kunstmuseum Nijmegen
- 1995: Rencontres Internationales de la Photographie, Arles
- 1995: Portraits, Galerie de l’École des Beaux-Arts, Quimperr
- 1997: Kathedralenbilder; Overbeck-Gesellschaft, Lübeck
- 2000: Faith, The Aldrich Museum of Contemporary Art, Ridgefield
- 2003: Camino, Centro Galego de Arte Contemporáneo, Santiago de Compostela
- 2003: Werkschau, Pinakothek der Moderne, München
- 2004: Werkschau, Dombergmuseum, Freising
- 2004: About Face, Hayward Gallery, London
- 2005: Sujeto, MUSAC, Museo de Arte Contemporáneo, Leon
- 2009: The Human Touch, Yakima Valley Museum, Washington
- 2009: The Edge Of Vision, Aperture Foundation, New York
- 2010: Brave New World, Musée d’Art Moderne, Luxemburg
- 2011: Retrospektive, Museo Domus Artium DA2, Salamanca
- 2011: Retrospektive, Centro de Arte La Regenta, Las Palmas
- 2012: Retrospektive, Saarlandmuseum, Saarbrücken
- 2012: BABEL, Palais des Beaux-Arts de Lille, Lille
- 2013: Frauen – Liebe und Leben (Sammlung Klöcker), Lehmbruck-Museum, Duisburg

## Ausstellungskataloge
- Roland Fischer: New Photography 1984–2012. Das Wunderhorn, Heidelberg 2012, ISBN 978-3-88423-414-3.
- Roland Fischer: selected works from 1984–2011. DA2. Domus Artium. Fundación Salamanca Ciudad de Cultura, Salamanca 2011, ISBN 978-84-96603-83-7.
- Roland Fischer. Pinakothek der Moderne München, Wienand Verlag, Köln 2003, ISBN 978-3-87909-826-2.